# 馬戲團 (遊戲)
《馬戲團》（直譯為「小丑查理」）是科乐美在1984年發行的平臺動作遊戲。玩家要扮演該遊戲的主角查理（チャーリー），並且透過對觀眾「表演」的方式進行關卡。

## 遊戲玩法
任天堂紅白機版有五道關卡，街機版有六道關卡，而每道關卡的加分道具（如錢袋）是可以視情況取得或不取得的。大致上的關卡如下：
- 騎獅跳圈：小丑查理站在獅子的背上，指示獅子左右行進或跳躍，以跳過火圈或火爐，街機版者必須全程走完100公尺，到達終點，該關才算完成。
- 走索跳猿：小丑查理走著鋼索，鋼索上會有猴子阻擋著小丑查理的前進。小丑查理也同樣必須以左右行進，或以跳躍的方式，以跳過鋼索上的猴子。
- 蹦床跳躍：小丑查理以左右跳躍的方式，跳過兩兩相距的蹦床，蹦床之間會有距離，有時會有噴火表演者，有時候也會有耍刀者。任天堂紅白機版本無此關卡。
- 平衡踩球：小丑查理要踏在球上，以左或右的方式前進，若是跳躍，則原本讓小丑查理站立的球就會往螢幕左方滾遠，小丑查理就必須要踏到下一顆球才能繼續前進。螢幕右方會不斷出現朝著小丑查理來的球，此時小丑查理就必須要以跳躍的方式「接受」另一顆球。
- 馬上跳躍：小丑查理騎著一匹馬，可以以快速（右按鈕）或以慢速（左按鈕）的方式前進，或者是以正常速度（不按鈕）前進，並在行進中設立的彈簧床上跳躍。若是正常速度前進，每在彈簧床上跳躍的分數，就是一般分數計算，一區連續跳躍的次數愈多，累計分數也就較高；若是慢速前進，原本跳躍在彈簧床上的分數也就會折半；若是快速前進，則是以兩倍計算。
- 空中飛人：小丑查理要以盪繩索的方式左右擺盪，玩家可以按下左右按鈕，加強在小丑查理在繩索上的擺度，也可以按鈕跳離繩索，以抓住另一根繩索或者是適時地跳在蹦床上。此關遊戲是所有關卡當中最困難者。